# ماك ديفيد
ماك ديفيد (بالإنجليزية: Mack David)‏ هو مؤلف موسيقى تصويرية وملحن وكاتب أغاني وشاعر أمريكي، ولد في 5 يوليو 1912 في نيويورك في الولايات المتحدة، وتوفي في 30 ديسمبر 1993 في رانتشو ميراج في الولايات المتحدة.

## وصلات خارجية
- ماك ديفيد على موقع IMDb (الإنجليزية)
- ماك ديفيد على موقع ميوزك برينز (الإنجليزية)
- ماك ديفيد على موقع أول موفي (الإنجليزية)
- ماك ديفيد على موقع قاعدة بيانات برودواي على الإنترنت (الإنجليزية)
- ماك ديفيد على موقع قاعدة بيانات الأفلام السويدية (السويدية)
- ماك ديفيد على موقع إن إن دي بي (الإنجليزية)
- ماك ديفيد على موقع أول ميوزيك (الإنجليزية)
- ماك ديفيد على موقع ديسكوغز (الإنجليزية)
- ماك ديفيد على موقع قاعدة بيانات الفيلم (الإنجليزية)
- ماك ديفيد على موقع كينوبويسك (الروسية)